# Župnija Šentjošt nad Horjulom
Župnija Šentjošt nad Horjulom je rimskokatoliška teritorialna župnija dekanije Vrhnika nadškofije Ljubljana.